# Harley’s Little Black Book
Harley’s Little Black Book — ограниченная серия комиксов, состоящая из 6 выпусков, которую в 2015—2017 годах издавала компания DC Comics.

## Синопсис
Харли Квинн узнаёт о заговоре против Чудо-женщины и решает ей помочь.

### Выпуски
| № | Название                                                  | Кол-во страниц | Дата выхода     | Оценка на Comic Book Roundup    |
| - | --------------------------------------------------------- | -------------- | --------------- | ------------------------------- |
| 1 | Little Black Book                                         | 48             | 2 декабря 2015  | 7,3 из 10 на основе 13 рецензий |
| 2 | Red and Black is the New Green                            | 48             | 10 февраля 2016 | 7,8 из 10 на основе 10 рецензий |
| 3 | Dispirited Spirits                                        | 48             | 20 апреля 2016  | 7,7 из 10 на основе 9 рецензий  |
| 4 | Where Bombshells Dare!                                    | 48             | 4 августа 2016  | 8,9 из 10 на основе 5 рецензий  |
| 5 | No Pain, No Sane; The Inane Event; Deposition Accomplised | 48             | 28 декабря 2016 | 9 из 10 на основе 5 рецензий    |
| 6 | Bare-Assed and Belligerent                                | 32             | 29 марта 2017   | 7,4 из 10 на основе 11 рецензий |

### Сборники
| Название                   | Тип              | Дата выхода    | Собранный материал              | Кол-во страниц | ISBN                       |
| -------------------------- | ---------------- | -------------- | ------------------------------- | -------------- | -------------------------- |
| Harley’s Little Black Book | Твёрдый переплёт | 2 августа 2017 | Harley’s Little Black Book #1-6 | 256            | 978-1401269760, 1401269761 |
| Harley’s Little Black Book | Мягкая обложка   | 21 ноября 2018 | Harley’s Little Black Book #1-6 | 256            | 978-1401273606, 1401273602 |

## Реакция

### Отзывы критиков
На сайте Comic Book Roundup серия имеет оценку 8 из 10 на основе 53 рецензий. Джесс Шедин из IGN дал первому выпуску 6,6 балла из 10 и написал, что «этому комиксу предстоит пройти долгий путь, прежде чем он начнёт реализовывать свой потенциал». Мэтт Литтл из Comic Book Resources посчитал, что этот комикс «может быть предназначен для гораздо более молодых поклонников, возможно, мальчиков в раннем подростковом возрасте, которые хотят увидеть что-то рискованное, не рискуя своей историей поиска в браузере». Ричард Грей из Newsarama поставил дебюту оценку 5 из 10 и похвалил его художественную часть. Ванесса Габриэль с того же портала оценила первый выпуск в 8 баллов из 10 и отметила, что «Аманда Коннер — мастер своего дела». Тони Герреро из Comic Vine вручил дебюту 4 звезды из 5 и похвалил Джона Тиммса.

### Продажи
Ниже представлен график продаж сборников комикса за их первый месяц выпуска на территории Северной Америки.